# Maila Nurmi
Maila Nurmi (født Maila Elizabeth Syrjäniemi, 21. december 1921 i Petsamo, Finland—nu Pechenga, Rusland – død 10. januar 2008) var en amerikansk smykkedesigner samt tidligere tv-værtinde og bondagemodel. Hun var i flere kredse bedre kendt som Vampira.
Hun startede som fotomodel i blade for bondage-interesserede og kom derefter, i 1954, til TV-stationen KABC.
I sin tid som TV-værtinde optrådte hun i rollen som vampyrkvinden Vampira (hvilket også blev hendes kunstnernavn), der præsenterede genudsendelserne af gamle gyserfilm akkompagneret af et par vittigheder – programmets titel var slet og ret The Vampira Show. Hendes kostume var en lang, sort og nedringet kjole og en sorthåret paryk. Instruktøren Edward D. Wood Jr. så hende på tv og ønskede hende med i en af sine film, men hun ville ikke. Først da hun stod uden arbejde fra TV takkede hun alligevel ja til en rolle i hans film Plan 9 from Outer Space mod at hendes rolle forblev stum og mest holdt sig i baggrunden. Under kunstnernavnet stod hun næstøverst på plakaten, da filmen kom frem i 1959, under gyser-skuespilleren Bela Lugosi, som her havde sin sidste rolle, på trods af, at han var død tre år tidligere. Wood havde i stedet brugt  optagelser, der var blevet indspillet kort før Lugosis, og erstattet ham af af kiropraktoren Tom Mason i andre scener.
Maila Nurmi spillede fem filmroller til – og trak sig derpå tilbage fra rampelyset for at leve som smykkesælger. Skønt hendes tv-optræden gjorde hende til kult-figur i sit hjemland var det dog hendes medvirken i Wood-filmen, der gjorde hende til kult over den vide verden og gav hende yderligere nogle cameo-film-roller i 1986, 1996 og 1998. 
Næsten til sin død tog hun stadig rundt og signerede merchendise og trykkede Wood-fans i hånden sammen med de andre efterlevende fra Edward D. Wood Jr.'s filmunivers.
I Tim Burtons film Ed Wood (1994) spilles hun af Lisa Marie.
I 2006 kom desuden portrætfilmen Vampira: The Movie.

## Galleri
- Maila Nurmi som sit alter ego Vampira i Plan 9 from Outer Space (1959).
- Poster til Plan nine from outer space.
- Maila Nurmi 1947.